# Universitätsbrücke (Breslau)

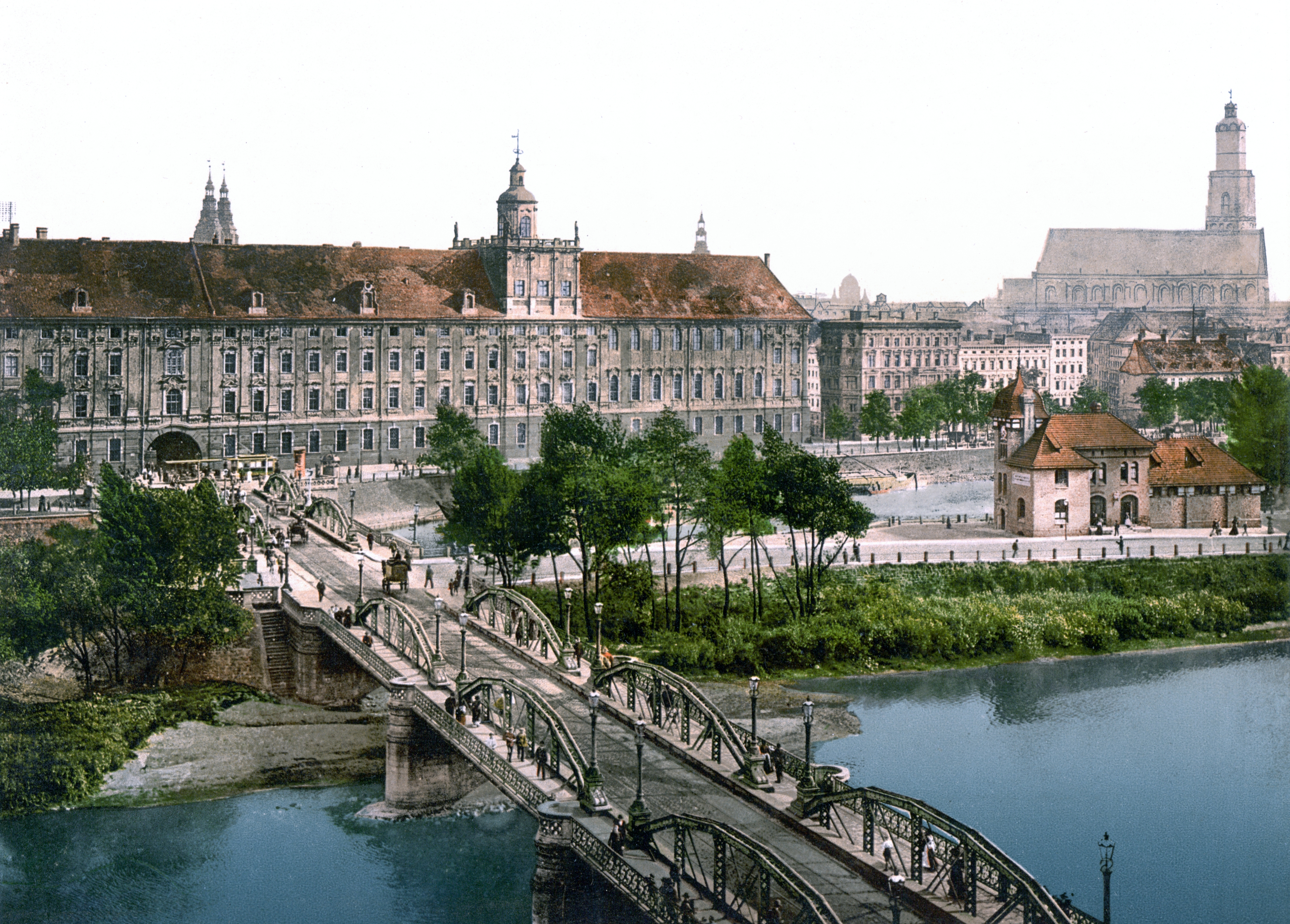
Die Brücke von 1867–69

Die Universitätsbrücke(n) (polnisch mosty Uniwersyteckie) ist ein zweiteiliger Brückenzug, der die Stadtoder in Breslau gegenüber dem Hauptgebäude der Universität überbrückt. Er verbindet die Altstadt mit der Odervorstadt (poln. Nadodrze).

## Geschichte

### Alte Oderbrücke
Unter dem Namen Pons Viadri (Oderbrücke) wurde die älteste bekannte Vorgängerin der Oderbrücke im Jahr 1397 erwähnt. Die hölzerne Brücke lag insgesamt flussabwärts von der heutigen Brücke, mit dem linken, südlichen Brückenkopf westlich der damaligen Kaiserburg, gegenüber der Einmündung der Gefängnisgasse und dem rechten, nördlichen Brückenkopf wenige Meter westlich von der heutigen Lage. Mehrere Male wurde die Brücke umgebaut, insbesondere bestand seit der frühen Neuzeit eine Zweigbrücke, die sie mit der Bürgerwerder (heute poln. Kępa Mieszczańska), einer größeren Oderinsel, verband.

### Universitätsbrücke von 1867 bis 1869
Nachdem mit der Sandbrücke 1861 ein Teil des östlichen Oderbrückenzuges in Breslau durch eine Schmiedeeisenkonstruktion ersetzt wurde, entschied sich der Magistrat für ein groß angelegtes Erneuerungs- und Erweiterungsprogramm der Brücken. In dessen Zuge wurden oberhalb und unterhalb der bestehenden neue Brücken geplant und gebaut (die späteren Königs- und Wilhelmsbrücke sowie die Lessingbrücke) sowie die noch bestehenden maroden Holzbrücken durch Brücken aus Schmiedeeisen ersetzt. Für die technische Planung aller dieser Brücken wurde vom zuständigen Stadtbaurat Ferdinand Alexander Kaumann der bekannte Brückenbauer Johann Wilhelm Schwedler verpflichtet. Als erste nahm man 1867 die beiden Teile der Oderbrücke in Angriff. Man entschied sich dabei für einen verkehrstechnisch günstigeren Standort direkt gegenüber der Tordurchfahrt des Universitätsgebäudes. Von der Bürgerwerder aus wurde ein Damm aufgeschüttet, der sie mit der neuen Brücke verband.
Die konstruktive Analyse hat gezeigt, dass eine zweijochige kurze Brücke im südlichen Abschnitt (vor dem Universitätsgebäude) und eine dreijochige lange Brücke im nördlichen Abschnitt die günstigste Lösung darstellen. Die drei Strompfeiler und die Brückenköpfe wurden auf Beton gegründet und aus Granitblöcken und im oberen Bereich aus Sandstein gemauert. Die jeweils als Schwedlerträger konstruierten Brückenjoche wurden auf den Strompfeilern beweglich, auf den Brückenköpfen hingegen starr gelagert. Die 6,28 m (20 Fuß) breite Fahrbahn zwischen den Schwedlerträgern wurde auf gusseisernen Platten gepflastert, die beidseitig auf auskragenden Querträgern aufgesetzten, je 2,20 m (7 Fuß) breiten Bürgersteige aus Naturstein in Sandbettung ausgeführt. Über den Lagerpunkten der Träger wurden schmucke Gaslaternen aufgestellt. Die nach zweijähriger Bauzeit im Jahre 1869 fertiggestellten Oderbrücken wurden nun Universitätsbrücke genannt, da der alte Name hinsichtlich der weiteren neu gebauten Brücken über die Oder zu undifferenziert war.
In den 1880er Jahren wurden auf der Universitätsbrücke Straßenbahngleise verlegt.

### Universitätsbrücke von 1933 bis 1934
Die zur Bauzeit noch als großzügig dimensioniert geltende Fahrbahn erwies sich zum Anfang des 20. Jahrhunderts als zu eng. Um Abhilfe zu schaffen, wurde zunächst mit der Werderbrücke ca. 200 m stromabwärts eine weitere Brücke in zwei Losen, 1905 und 1930, erbaut. Danach entschied man über die Modernisierung der mittlerweile über 60 Jahre alten Universitätsbrücke. Da in der Werderbrücke noch keine Straßenbahngleise verlegt waren, wurde oberhalb der Universitätsbrücke für die Umbauzeit eine Behelfsbrücke aus Holz gebaut, die ein im Wechselverkehr befahrbares Straßenbahngleis und einen Bürgersteig trug. Aus der alten Universitätsbrücke konnten die Pfeiler weiterverwendet werden, nunmehr mit neuen, seitlich auskragenden und wesentlich breiteren flachen Oberbauten versehen.
Die Brücke wurde im Zweiten Weltkrieg erheblich beschädigt, so dass sie erst 1947 wieder dem Verkehr unter dem ins Polnische übersetzten Namen übergeben werden konnte.

## Beschreibung
Die aus zwei Abschnitten bestehende Universitätsbrücke ist eine Brücke auf genieteten Mehrfeldstahlbalken, die auf aus Granit gemauerten Strompfeilern (zwei im Falle der nördlichen Brücke und einem in der südlichen) und Brückenköpfen lagern. Die Strompfeiler sind nicht im rechten Winkel zur Brückenachse orientiert, sondern entsprechen in ihrer schrägen Stellung der Richtung der beiden Stromarme. Die vierspurige Fahrbahn aus Asphaltbeton nimmt in der Mitte zwei Rillengleise der Straßenbahn auf. Die beidseits gelegenen Bürgersteige mit durch den Belagswechsel markierten Fahrradwegen sind mit Stahlstabgeländern erfasst. Die Terrasse auf dem östlichen Inselzipfel der Bürgerwerder in der Brückenmitte wird durch ein ebensolches Geländer begrenzt. Gegenüber der Terrasse münden die Fürst-Vitold-Straße (ulica Księcia Witolda) ein.